# Benigno Ávalos
Benigno Ávalos Ansieta (Oficina Salitrera Santa Luisa, 10 de septiembre de 1909 – Vallenar, 19 de mayo de 2002), fue un profesor, poeta, historiador, ensayista y músico chileno.
Uno de los más fecundos y destacados literatos de Atacama, luego del importante premio logrado en 1981 en los Juegos Literarios "Gabriela Mistral", con su novela Los devaneos de don Jerónimo, logró trascender a todo su país.

## Biografía
Hijo de la profesora Carmela Ansieta Miranda y del agricultor y minero Benigno Ávalos Páez, estudió en la Escuela Normal Rómulo J. Peña de Copiapó. Su temprana residencia en Vallenar, le llevó a amar a esa ciudad como la propia y es allí donde gestó su trayectoria familiar, laboral y artística. Su primer libro, Exaltación al júbilo, ensayo, fue publicado en 1956 por la Editorial Lautaro.
Profesor normalista, por más de 40 años, donde además de entregar la educación formal, motivó a sus pupilos hacia las artes y las letras y la música. Desde que jubiló continuó en la senda literaria y musical.
Como escritor, poeta y ensayista, fue unos de los principales impulsores del movimiento literario de la Provincia del Huasco. Producto de sus investigaciones, ha divulgado en sus libros la trayectoria literaria de los escritores de la Provincia del Huasco. En algunos casos a muchas figuras las ha rescatado del olvido, o ha mantenido latente su recuerdo, especialmente las figuras del pasado.
De gran sensibilidad, se ha ganado la admiración de los atacameños y por la importancia de su obra ha dignificado la literatura de Atacama. Una calle de la ciudad de Vallenar lleva su nombre.
Alrededor de 1965, fue gestor del Grupo Literario Paitanás junto al poeta Hugo E. Ramírez, éste más tarde se disolvería.
Fallece el 19 de mayo de 2002 en el Hospital Nicolás Naranjo de Vallenar.

## Libros
- 1956 - Exaltación al júbilo, (ensayo).
- 1962 - El arte popular en América Latina, (ensayo).
- 1974 - Panorama espiritual de una provincia, (ensayo).
- 1981 - Los devaneos de don Jerónimo, (novela, inspirada en Jerónimo Godoy Villanueva, padre de Gabriela Mistral).
- 1990 - Figuras estelares del Huasco, (ensayo).

## Premios
- 1934 - Primer lugar del concurso literario, con el poema Canto a Vallenar (Conmemoración de Centenario de Vallenar)
- 1939 - Premio al mejor Maestro de la comuna (Ilustre Municipalidad de Vallenar)
- 1971 - Tercer premio del Concurso nacional de poemas, con Río del norte verde (Centro hijos de Atacama-Coquimbo de Santiago)
- 1974 - Ganador Juegos literarios Gabriela Mistral, con Panorama espiritual de una provincia (Santiago)
- 1979 - Premio único del Concurso nacional de libretos para radios, con Breve historia de la ciudad niña, dedicado a Vallenar (Universidad del Norte, Antofagasta)
- 1979 - Diploma honorífico por su labor cultural del norte chileno (Centro artístico y cultural O Jornal de Felgueiras de Portugal)
- 1979 - Incluido en la Antología Internacional Balada para una ciudad insomne, con su poema Vigilia en acecho
- 1981 - Ganador Juegos Literarios Gabriela Mistral, con Los devaneos de don Jerónimo (Santiago)
- 1982 - Premio Regional de Literatura (Sociedad de Escritores de Atacama, SEA)
- 1982 - Hijo Ilustre de la Comuna Alto del Carmen.
- 1984 - Homenaje de Junta de vecinos n.º 1, San Félix, Fiesta de la Vendimia.
- 1986 - Premio de Unión de escritores Americanos.
- 1990 - Su ensayo Figuras estelares del Huasco es declarado Material didáctico para la Educación Chilena
- 1991 - Premio Regional de Literatura (Círculo Literario Carlos Mondaca, de la Sociedad de Escritores de La Serena)
- 2000 - Premio Regional de Literatura (Copiapó).
- Diploma y Medalla de honor, por su servicio a la cultura y la creación literaria (Ilustre Municipalidad de Vallenar)
- Diploma y Medalla de honor, por su servicio a la cultura y la creación literaria (Ilustre Municipalidad de Freirina)[4]

## Homenaje en vida
La biblioteca municipal de Alto del Carmen, lleva su nombre. Fue inaugurada en junio del año 1996 y se abrió al público en agosto del mismo año.